# Василівка (Андрушківська сільська громада)
Васи́лівка — село в Україні, в Андрушківській сільській територіальній громаді Житомирського району Житомирської області. Кількість населення становить 555 осіб (2001). У 1923—2020 роках — адміністративний центр колишньої Василівської сільської ради.

## Загальна інформація
Розміщене за 18 км від Попільні та 3 км від залізничної станції Брівки, на березі річки Кам'янки.

## Населення
У 1863 році нараховувалося 627 мешканців, з них 586 православні та 41 — римокатолики, в другій половині 19 століття — 552 мешканці, на 1885 рік — 618 осіб, 97 дворових господарств.
Наприкінці 19 століття кількість населення становила 1 338 осіб, з них чоловіків — 656 та 682 жінки, дворів — 194, або 1 385 мешканці та 183 двори.
Відповідно до результатів перепису населення Російської імперії 1897 року, загальна кількість мешканців села становила 1 388 осіб, з них: православних — 1 306, чоловіків — 702, жінок — 686.
Відповідно до перепису населення СРСР 17 грудня 1926 року, чисельність населення становила 1 744 особи, з них, за статтю: чоловіків — 849, жінок — 895; етнічний склад: українців — 1 713, росіян — 12, євреїв — 8, поляків — 5, чехів — 3, інші — 3. Кількість домогосподарств — 381, з них, несільського типу — 7.
Станом на 1972 рік кількість населення становила 954 особи, дворів — 325.
Відповідно до результатів перепису населення СРСР, кількість населення, станом на 12 січня 1989 року, становила 590 осіб. Станом на 5 грудня 2001 року, відповідно до перепису населення України, кількість мешканців села становила 555 осіб.

## Історія

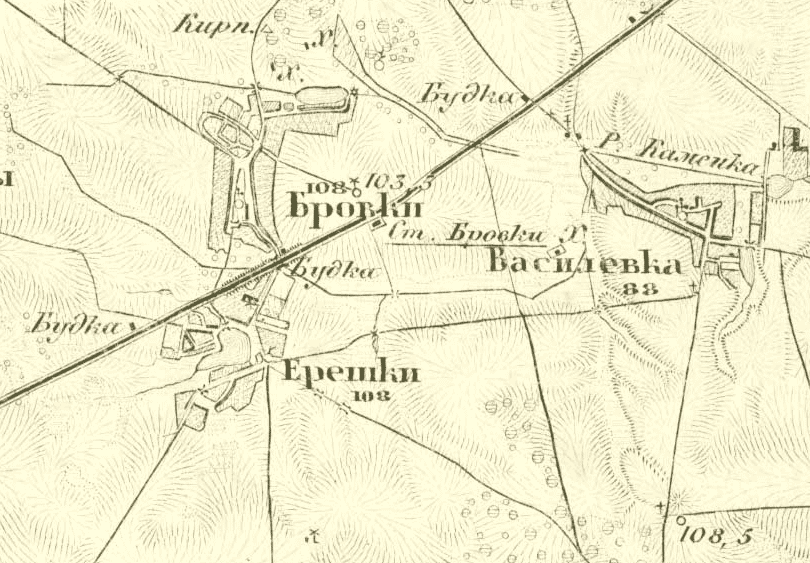
Мапа 1860 року

Відоме з 16 століття. Згадується в люстрації Київського воєводства 1754 року, як село, що належало Мисловському, сплачувало 7 злотих і 24 гроші до замку та 31 злотий і 8 грошів до скарбу.
В середині 19 століття — село Сквирського повіту Київської губернії, на річці Кам'янці, притоці Росі, за 36 верст від Сквири та три версти від Бровок. Четвертину населення становила польська шляхта. Землі належали трьом поміщикам латинської віри, найбільшим землевласником був Людвик Глинський, котрому належало 1 095 десятин, які він викупив 1848 року у нащадків Конопацького, та 123 ревізькі душі. Дионизієві Рильському належало 73 душі, Мар'яні Прушинській — 48 душ, 44 десятинами володіла парафіяльна церква Архистратига Михаїла, час будівництва її невідомий, але вже існувала у 1746 році, позаяк описана у візитації того року. Католицька парафія — у Вчорайшому.
Станом на 1885 рік — колишнє власницьке село Бровківської волості Сквирського повіту Київської губернії, розміщене на річці Кам'янка. В селі була парафіяльна церква.
Наприкінці 19 століття — власницьке село Бровківської волості Сквирського повіту Київської губернії. Відстань до повітового міста Сквира — 36 верст, до поштової казенної станції, в Попільні — 15 верст, до поштової земської станції в Ярешках — 5 верст, до найближчої залізничної станції Бровки, де знаходилася також телеграфна станція — 6 верст. Основним заняттям мешканців було рільництво. Землі — 2 337 десятин, з котрих поміщикам належало 1 388 десятин, селянам — 905 десятин, церкві — 45 десятин. Належало нащадкам Андрія Шульца Ользі Запольській і Трохимові Питюху. Частина Шульца перебувала в оренді у дворянина Вацлава Краснопольського, котрий господарював сам, як і землевласник Питюх. Землі Запольської орендувала Ольга Баскакова, господарство вів дворянин Станіслав Соболевський, за трипільною сівозміною. В селі були парафіяльна церква, церковно-парафіяльна школа, 2 вітряки та 2 водяні млини. Пожежна частина мала помпу, три діжки та два багри.
1 грудня 1922 року, в складі волості, увійшло до Бердичівського повіту Київської округи. У 1923 році включене до складу новоствореної Василівської сільської ради, котра, 7 березня 1923 року, увійшла до складу новоутвореного Бровківського (згодом — Вчорайшенський) району Бердичівської округи; адміністративний центр сільської ради. Відстань до районного центру, с. Вчорайше, становила 10 верст, до окружного центру в Бердичеві — 50 верст, до найближчої залізничної станції Бровки — 3 версти. 3 лютого 1931 року, після розформування Вчорайшенського району, село, в складі сільської ради, увійшло до Ружинського району.
Під час організованого радянською владою Голодомору 1932—1933 років померло щонайменше 357 жителів села.
17 лютого 1935 року, село, разом із сільською радою, включене до складу відновленого Вчорайшенського району Київської області.
На фронтах німецько-радянської війни воювали 195 селян, з них 109 загинули, 95 нагороджені орденами й медалями. На їх честь у 1959 році в селі встановлено пам'ятник.
В радянські часи в селі розміщувалася центральна садиба колгоспу, який обробляв 1709,5 га землі, з них 1579,9 га — рілля. Господарство мало розвинуте м'ясо-молочне тваринництво, вирощувало зернові й технічні культури.
В селі були восьмирічна школа, 2 бібліотеки, медпункт, дитячі ясла, 2 магазини.
28 листопада 1957 року, в складі сільської ради, включене до Ружинського району, 30 грудня 1962 року — до складу Попільнянського району Житомирської області.
10 серпня 2016 року включене до складу новоствореної Андрушківської сільської територіальної громади Попільнянського району Житомирської області. Від 19 липня 2020 року, разом з громадою, в складі новоствореного Житомирського району Житомирської області.